# Hans Widmer (Politiker, 1889)

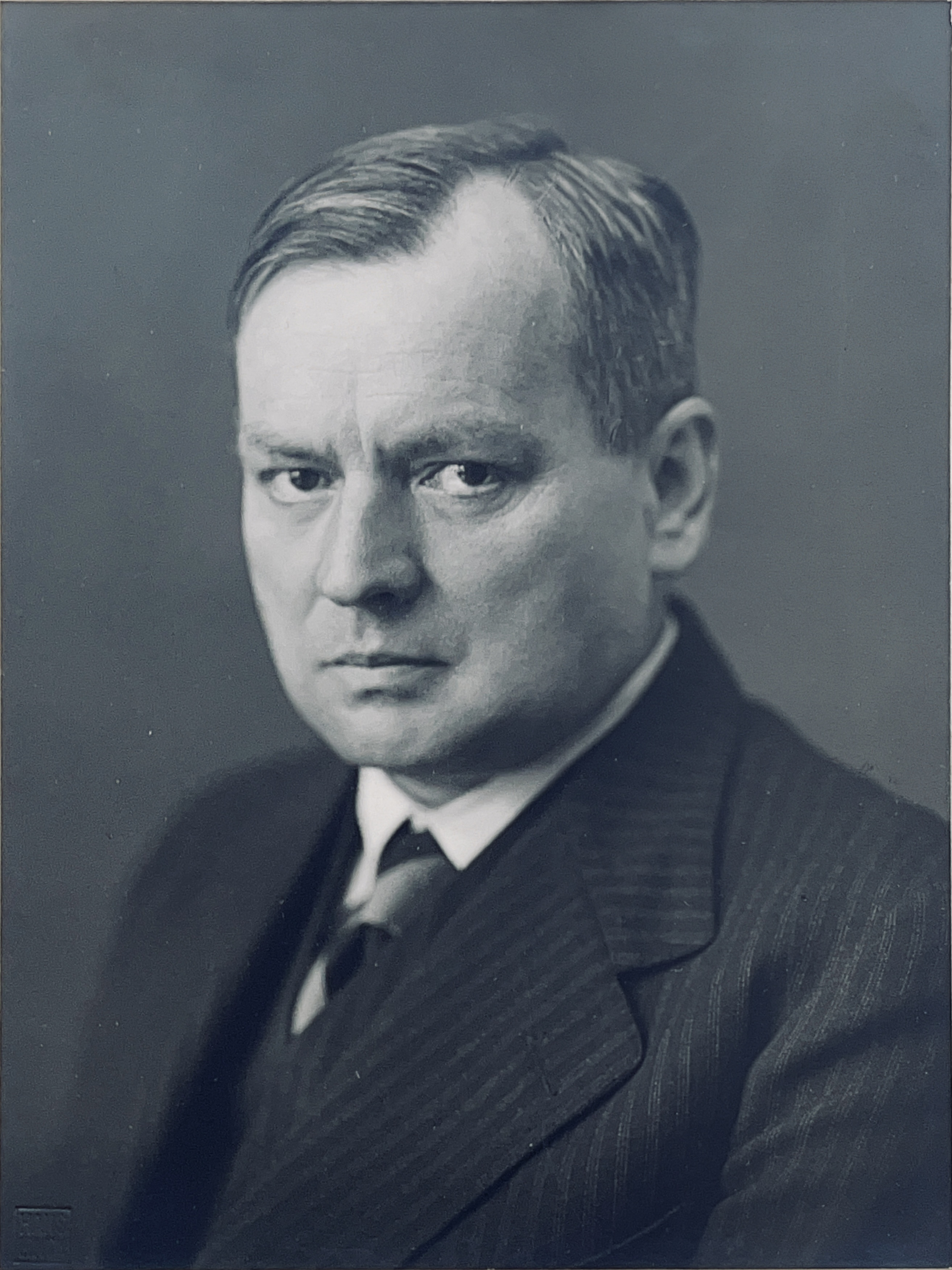
Hans Widmer, während seiner Amtszeit als Stadtpräsident von Winterthur (1930–39)

Hans Gottlieb Widmer, auch Hans Widmer-Schoellhorn (* 8. August 1889 in Töss bei Winterthur; † 21. Mai 1939 in Töss), heimatberechtigt in Zürich und Winterthur, war ein Schweizer Mediziner und Politiker (Demokratische Partei).

## Leben

### Familie
Die Familie seines Vaters stammte ursprünglich aus Dietikon und war 1873 in Zürich eingebürgert worden, jene seiner Mutter aus Zürich-Hirlslanden.
Hans Widmer war der Sohn des Arztes und Bezirksarztes Franz Widmer (* 1856; † 1923) und dessen Ehefrau Maria Susanna (geb. Sieber) (* 1864; † 1943); er hatte mehrere Geschwister.
Im Juli 1917 heiratete er Hanna (* 1896; † 1983), die Enkelin von Johannes Sträuli und die Tochter des Unternehmers Fritz Schoellhorn und dessen Ehefrau Lilly (geb. Sträuli) (* 1868; † 1933), welche die Schwägerin des Stadtpräsidenten von Winterthur, Hans Sträuli war.
Aus seiner Ehe mit Hanna gingen drei Söhne hervor, zu denen auch der spätere Stadtpräsident von Winterthur, Urs Widmer, gehörte, der auch das Winterthur-Glossar ins Leben rief.
Hans Widmer wurde auf dem Friedhof Rosenberg in Winterthur beigesetzt.
Der Privatnachlass befindet sich heute im Stadtarchiv Winterthur (im Nachlass seines Sohnes Urs Widmer).

### Werdegang
Hans Widmer besuchte die Kantonsschule (siehe Kantonsschule Rychenberg) in Winterthur und erwarb 1909 seine Matura.
Er immatrikulierte sich 1909 zu einem Medizinstudium an der Universität Zürich und hörte Vorlesungen unter anderem bei Emil Feer.
1912 setzte er das Studium 1912 an der Universität Heidelberg und der Universität Berlin fort. Er promovierte 1916 bei Emil Feer mit seiner Dissertation Die pneumonische Pseudoappendicitis bei Kindern zum Dr. med.
Nach Beendigung des Studiums wurde er 1915 Assistenzarzt am Kantonsspital Winterthur sowie später in Lausanne. Er betreute als Hilfsarzt Internierte in Klosters, bevor er 1918 in der väterlichen Arztpraxis in Töss tätig wurde und diese von 1919 bis 1930 in Töss übernahm und betrieb.

### Politisches und gesellschaftliches Wirken
Als Mitglied der Demokratischen Partei war Hans Widmer von 1925 bis 1930 Mitglied im Grossen Gemeinderat von Winterthur.
1930 erfolgte, als Nachfolger des zurückgetretenen Hans Sträuli, seine Wahl zum Stadtpräsidenten von Winterthur; er blieb bis zu seinem Tod in diesem Amt. In dieser Funktion liess er sich die Verwaltung des Gesundheitsamtes übertragen und führte 1931 die öffentliche Krankenkasse ein. Diese Krankenkasse führte auf seine Weisung hin, den Selbstbehalt ein, sodass sie auch nur in Anspruch genommen wurde, wenn ein wirklicher Krankheitsfall vorlag; hierdurch wurde ein missbräuchlicher Bezug in Bagatellfällen vermieden. Das Bundesamt für Sozialversicherungen übernahm später diese Regelung und schrieb sie allgemein vor.
Während seiner Amtszeit als Stadtpräsident wurden nebst einer Krisenversicherung Familienzuschüsse, Winterhilfe und Wohnungsbeiträge eingeführt. Die Unternehmer erhielten Fabrikationszuschüsse und Exportgarantien. Notstandsarbeiten und Vorantreiben des Erstellens öffentlicher Bauten waren weitere Massnahmen, aus denen zum Beispiel das öffentliche Schwimmbad das Badi am Kanal in Töss hervorging.
Er war während der Weltwirtschaftskrise Initiant des ersten schweizerischen Berufslagers für arbeitslose Metallarbeiter in der Hard (siehe Spinnerei Hard) bei Wülflingen.
Unter seiner Leitung entstand 1931 in der Stadtbibliothek (siehe Winterthurer Bibliotheken) ein Schlagwortkatalog und ihr Bestand stieg von 120.000 auf 185.000 Bände.
Ihm verdankte der Kunstverein Winterthur (siehe Kunst Museum Winterthur – Beim Stadthaus), in dessen Vorstand er sass, dass Max Wassmer 1939 seine Kunstsammlung in einer öffentlichen Ausstellung im Schloss Bremgarten in Bern zur Verfügung stellte.
Dank seines Engagements, das später nur durch die Kriegszeit behindert wurde, konnte 1951 auch noch das Kunst Museum Winterthur – Reinhart am Stadtgarten eingeweiht werden.
Nach seinem Tod wurde Hans Ruegg (1902–1972) zum Stadtpräsidenten gewählt.
Er war seit 1922 Mitglied der Kreisschulpflege und Schularzt der Kantonsschule Winterthur.
Seit 1932 war er Vizepräsident und seit 1937, als Nachfolger des zurückgetretenen Robert Briner, Präsident der Demokratischen Kantonalpartei.
Von 1932 bis zu seinem Rücktritt 1937 war er Zürcher Kantonsrat sowie vom 2. Dezember 1935 bis zu seinem Tod Nationalrat. Im Nationalrat folgte ihm Albert Maag.
Im Kantonsrat setzte er sich für Spitalbauten ein, und im Nationalrat nahm er starken Anteil an den Besprechungen über die Krankenversicherung.
Auf Bundesebene setzte er sich aber auch für die Wiederaufnahmen diplomatischer Beziehungen zu Sowjetrussland ein, dies mit dem Gedanken, den Arbeitslosen seiner Stadt damit neue Arbeitsmöglichkeiten zu schaffen. In seiner Rede im Nationalrat vom 11. Juni 1936 äusserte er sich gleichzeitig kritisch sowohl gegenüber jeder Art von Diktatur, sei diese schwarz, braun oder rot.
Eine mögliche Kandidatur zum Bundesrat im Jahr 1938 lehnte er ab, vermutlich auch, weil er zu diesem Zeitpunkt bereits von einer schweren Krankheit gezeichnet war, an der er im Mai 1939 verschied.
1936 wurde er an die Spitze des Schweizerischen Verbands für Berufsberatung und Lehrlingsfürsorge gewählt. Im selben Jahr sagte er am 22. November 1936 in seiner Rede zum Ustertag in der Kirche von Uster angesichts der sich verschärfenden ideologischen Konflikte in Europa, dass der Liberalismus der grossartigste Versuch sei, «einen Ausgleich zwischen Individuum und Allgemeinheit zu schaffen, die Persönlichkeit in ihrer Eigenwüchsigkeit zu erhalten, und sie in die Gemeinschaft einzuordnen. Der Liberalismus bleibt als ewige Menschheitsidee, als ewiger Menschheitstraum. Und wenn er heute auch in die Defensive gedrängt ist, er wird den Zeitensturm überstehen, denn jeder Zwang widerspricht dem Wesen des Geistes.» Nur der freie Mensch könne schöpferisch tätig sein, nur er forme das Bild der Welt, bringe die Menschlichkeit vorwärts.
Er vermittelte 1937 beim Lohnkonflikt der Arbeiter der Firma Gebrüder Sulzer AG in Winterthur, als der Präsident der Arbeiterkommission, Emil Krebs (1889–1959), höhere Lohnforderungen stellte und war auch Mitglied der Schiedskommission, sodass ein Friedensabkommen zur Sicherung des Arbeitsfrieden unterzeichnet werden konnte.
Hans Widmer war zeitlebens ein Freund des paneuropäischen Gedankens, ein pointierter Gegner der antidemokratischen Bestrebungen seiner Zeit, und er suchte stets nach Wegen, Parteigegensätze zu überwinden. Ideologien lehnte er stets ab.
Er verfasste verschiedene medizinische Aufsätze und Unterhaltungslektüre.

## Mitgliedschaften
Bereits als Schüler trat Hans Widmer der Schülerverbindung Vitodurania bei und war später Präsident der Alt-Vitodurania. Während des Studiums trat er dem Studentengesangverein Zürich bei und nahm bis zu seinem Tod an deren monatlichen Zusammenkünften teil.
Nachdem er 1936 das Eidgenössische Turnfest nach Winterthur geholt hatte, wurde er zum Ehrenmitglied des Eidgenössischen Turnvereins, ein Vorgängerverband des heutigen Schweizerischen Turnverbands, ernannt.

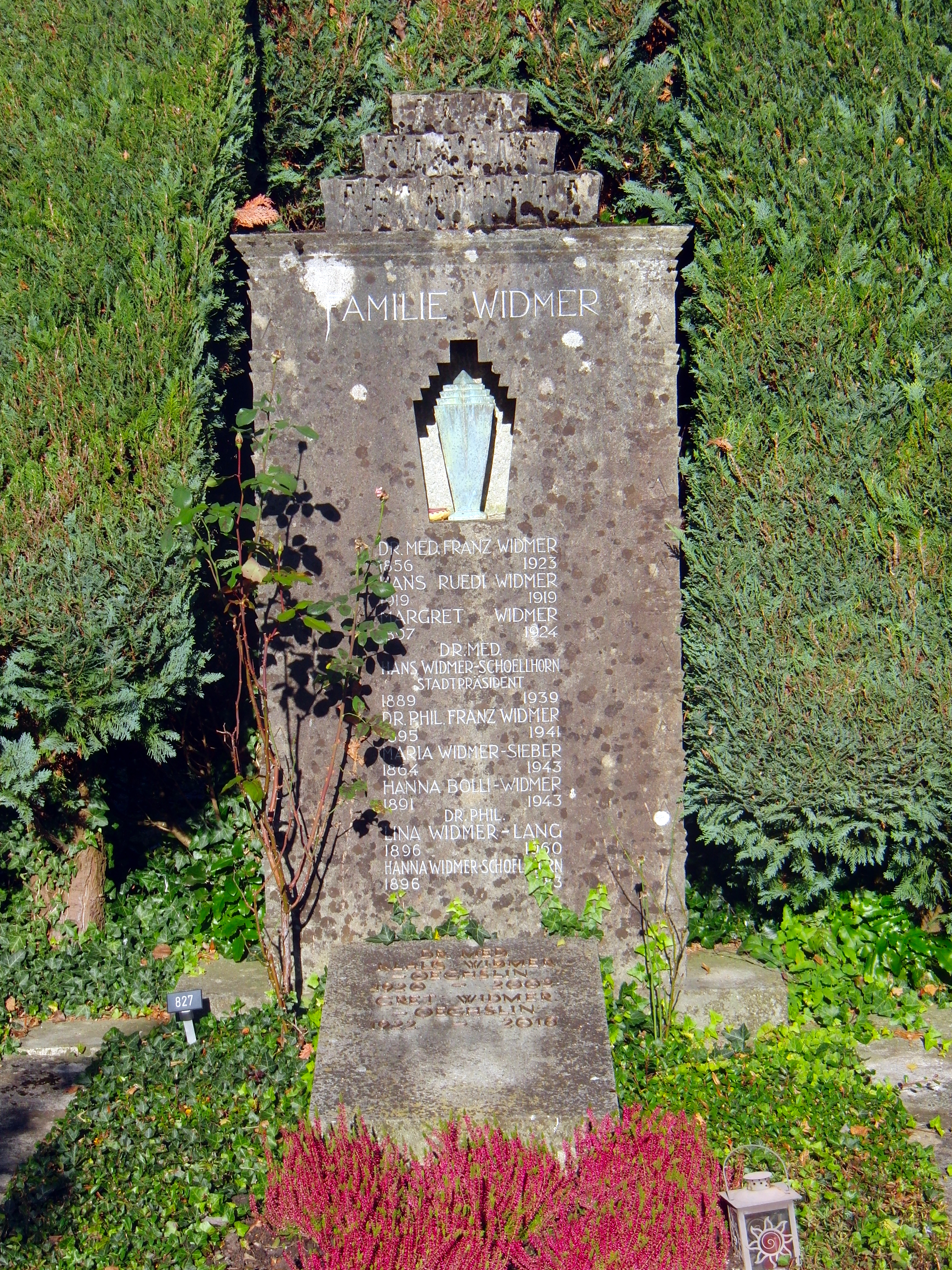
Familiengrab der Familie Widmer auf dem Friedhof Rosenberg in Winterthur

Von 1926 von 1930 war er Präsident der 1833 gegründeten Ärztegesellschaft Winterthur, die unter anderem der Vernetzung von Hausärzten, Spezialisten, Spitälern, Spitex und Pflegeheimen diente und den Notfalldienst organisierte.
Er war ein Förderer des Ferienkolonievereins Töss, den sein Vater 1889 mitgegründet hatte, um armen und erholungsbedürftigen Schulkindern Ferien zu ermöglichen.
1920 gründete er die Genossenschaft Gemeindestube Töss, die den Betrieb einer alkoholfreien Wirtschaft und die Abgabe von preiswerten Mahlzeiten und alkoholfreien Getränken gewährleisten wollte, und wurde deren Präsident.
Hans Widmer gehörte zu den Unterstützern der Wochenzeitung Die Nation als sie 1933 eingeführt wurde.
Er engagierte sich auch im Hilfswerk der Neuen Helvetischen Gesellschaft für die Auslandsschweizer.

## Schriften (Auswahl)
- Die pneumonische Pseudoappendicitis bei Kindern. Zürich, 1916.
- Ueber das Vorkommen von purpurn simplex bei Serumkrankheit. In: Medizinische Klinik: Wochenschrift für praktische Ärzte, Nr. 69. Berlin, 1917.
- Beobachtungen über die Grippeepidemie im Sommer 1913. In: Schweizerische Rundschau für Medizin, Nr. 22. Bern, 1918.
- Ueber enteritische Erscheinungen bei der Serumkrankheit. In: Deutsches Archiv für klinische Medizin, Band 126. Leipzig, 1913. S. 51–65 (Digitalisat).
- Erfahrungen über den Röntgenabort. In: Strahlentherapie, Band 19. Berlin, 1926 (mit Moritz Ganzoni).
- Eine Frühlingsreise nach Spanien. In: Sonntagspost des Landboten. Winterthur 1926.
- Europa und die nationale Erneuerung. In: Paneuropa, Heft 7. Wien 1933.
- Arbeitslosenfürsorge. In: Winterthur, ein Heimatbuch. 1935.
- Die Stadt Winterthur in der Krise 1930–34. In: 269. Neujahrsblatt der Stadtbibliothek Winterthur, 1933.
- Die Demokratie im Kampf (Rede zum Ustertag). In: Landbote, Nr. 274 und 276. Winterthur 1936.
- Zum Neubau der USEGO in der Grüze. Winterthur, 1937.